# 常淳
常淳，中华人民共和国政治人物、全国脱贫攻坚先进个人。

## 生平
常淳任西安市鄠邑区蒋村街道办事处柳泉口村驻村第一书记，西安市法学会学术研究部主任。因在脱贫攻坚战中作出突出贡献，2021年2月25日全国脱贫攻坚总结表彰大会上，常淳被授予“全国脱贫攻坚先进个人”。